# Гроновиус, Ян Фредерик
Ян Гроновиус (нидерл. Jan Frederik Gronovius; 10 августа 1686 — 10 июля 1762) — голландский ботаник, доктор медицины, сподвижник Карла Линнея. Жил в Лейдене.
В 1735 году, вскоре после того, как Линней приехал из Швеции в Голландию и получил степень доктора медицины в университете Хардервейка, Гроновиус помог ему с изданием работы Systema naturae («Система природы»): он был настолько восхищён этой работой, что выразил желание напечатать её за свой счёт.

## Научные труды
- Disputatio medico-botanica inauguralis camphorae historiam exhibens…, Лейден, 1715
- Flora Virginica exhibens plantas quas V. C. Johannes Clayton in Virginia observavit atque collegit, Лейден, 1739—1743
- Index supellectilis lapideae: quam collegit, in classes & ordines digessit, specificis nominibus ac synonymis illustravit, Лейден, 1750
- Flora orientalis, sive, Recensio plantarum quas botanicorum coryphaeus Leonardus Rauwolffus, medicus augustanus, annis 1573, 1574, & 1575, in Syria, Arabia, Mesopotamia, Babylonia, Assyria, Armenia & Judaea crescentes observavit, & collegit earumdemque ducenta specimina, quae in bibliotheca publica Lugduno-Batava adservantur, nitidissime exsiccata & chartae adglutinata in volumen retulit, Лейден, 1755